# Роусон, Рональд
Рональд Роусон "Рон" Роусон (англ. Ronald Rawson "Ron" Rawson; 17 июня 1892, Кенсингтон, Лондон, Великобритания — 30 марта 1952, Кенсингтон, Лондон, Великобритания) — британский боксёр, чемпион Олимпийских игр в Антверпене (1920) в тяжёлом весе.

## Спортивная карьера
Принял участие в Олимпийских играх в Антверпене (1920), где завоевал золотую медаль.

В тяжёлом весе в турнире участвовало 9 человек. Допускалось участие двух представителей от каждой страны.

Рональд Роусон очень уверенно выиграл Олимпийские игры 1920, досрочно победив всех своих трёх соперников. Первые два боя были остановлены в третьем и первом раундах соответственно, а в финале датчанин Сёрен Петерсен был им нокаутирован во 2-м раунде.
Результаты на Олимпийских играх 1920 (вес свыше 79,38 кг):

Победил Сэмюэля Стюарта (США) за явным преимуществом в 3-м раунде

Победил Ксавье Элюэра (Франция) за явным преимуществом в 1-м раунде

Победил Сёрена Петерсена (Дания) нокаутом во 2-м раунде
Будучи по профессии инженером Роусон боксировал только как любитель. Лишь однажды он провёл благотворительный бой с профессиональным боксером Джеком Блумфельдом, в котором потерпел поражение нокаутом в третьем раунде.